# Artur Przygoda

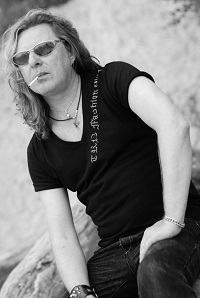
Artur Przygoda

Artur Przygoda (ur. 29 czerwca 1964 w Końskich, zm. 4 maja 2021 w Coventry) – polski gitarzysta, kompozytor i realizator dźwięku.

## Życiorys
W 1996 roku został uznany przez czytelników pisma „Gitara i Bas” za jednego z 10 najlepszych polskich gitarzystów. Współtwórca Farby oraz Love, a także instrumentalista w znanych trójmiejskich kapelach: Canadzie i Dzieciach Monalizy. Jako muzyk studyjny nagrywał z Ha-Dwa-O!. Był właścicielem studia Adventure, gdzie montowano trzy ostatnie klipy oraz kilka utworów zespołu Farba, który współtworzył i w którym grał przez 12 lat. Wraz z żoną Bogną Przygodą (autorką tekstów) stworzyli zespół Mr.Jones. Od 2019 przebywał w Anglii gdzie grał wraz z zespołem The Soul of Joy.
Pochowany 26 maja 2021 na cmentarzu Witomińskim.